# Fidena morio
Fidena morio är en tvåvingeart som först beskrevs av Wulp 1881.  Fidena morio ingår i släktet Fidena och familjen bromsar. Inga underarter finns listade i Catalogue of Life.